# ボッチョレート
ボッチョレート（伊: Boccioleto）は、イタリア共和国ピエモンテ州ヴェルチェッリ県にある、人口約200人の基礎自治体（コムーネ）。

## 地理

### 位置・広がり
| 隣接するコムーネは以下の通り。 - アルト・セルメンツァ (リーマ・サン・ジュゼッペ、リマスコ) - バルムッチア - カンペルトーニョ - モッリア - ロッサ - スコーパ - スコペッロ |

## 行政

### 分離集落
ボッチョレートには、以下の分離集落（フラツィオーネ）がある。
- Casetti, Fervento, Genestreto, Moline, Oro, Oromezzano, Palancato, Piaggiogna, Ronchi, Solivo

## 姉妹都市
- Baia de Fier、ルーマニア 2007年